# Valico di Plessiva
Il valico di Plessiva  è un valico di frontiera fra l'Italia e la Slovenia, nell'area del Collio.
Collega il comune di Cormons (nell'ex provincia di Gorizia) con Plessiva di Medana (Plešivo) (località nel comune di Collio).

## Descrizione
Il valico è detto di Plessiva, dal nome della località, di fatto, divisa dal confine di stato. Il valico è posizionato in una zona collinare, per lo più tenuta a vigneti. Da parte slovena prende il nome dalla località di Medana, centro a qualche chilometro dal confine.
Vi termina, da parte italiana, l'ex strada statale, ora ridenominata regionale, 409 di Plessiva, che collega il valico con Cormons, e da lì con le direttrici per Udine, Gorizia e Trieste. Da parte slovena il collegamento viario, che conduce al confine, raggiunge Medana, località del Collio sloveno, per proseguire fino a Castel Dobra (Dobrovo), e quindi sulla strada 402.
Il valico è caratterizzato da traffico locale, ma anche turistico, volto a collegare il versante italiano e quello sloveno del Collio.

## Storia
Il valico è sorto nel 1947, a seguito della modifica del confine orientale dell'Italia, disegnata dal trattato di Parigi. Fino al 1991 il valico divideva l'Italia dalla Jugoslavia, a cui subentrò, in seguito, la neoindipendente Repubblica di Slovenia. Era un valico di seconda categoria, ovvero poteva essere superato dalle persone dotate di apposito lasciapassare, che era concesso ai soli residenti in aree nei pressi del confine tra i due Paesi.
Nel 2004, con l'entrata della Slovenia nell'Unione Europea, non rientrò, comunque, tra i valichi minori, individuati dalla commissione italo-slovena, nei quali sarebbe stato consentito il passaggio anche con la carta d'identità. Tale scelta venne considerata molto penalizzante per i cittadini abitanti nella zona del Collio, nonché per lo sviluppo turistico. Il 29 aprile 2004, data di ingresso ufficiale della Slovenia della UE, al valico venne organizzata una manifestazione, presenti autorità dei comuni del Collio. All'evento presenziò anche lo scrittore Mario Rigoni Stern. Dal 1º aprile 2005 vennero comunque ampliati gli orari di apertura: nei mesi di aprile e settembre il valico fu aperto dalle 07:00 alle 20:00; da maggio ad agosto dalle 07.00 alle 21.00 e da ottobre a marzo dalle 08:00 alle 20:00.
L'accesso al valico con la carta d'identità venne consentito dal 1º febbraio 2007.
Con l'entrata della Slovenia nell'area Schengen, il 21 dicembre 2007, l'accesso al valico è stato liberalizzato. In tale occasione venne organizzata un'altra manifestazione, tra le amministrazioni comunali di Cormons e Castel Dobra, per festeggiare l'evento.
Dall'11 marzo 2020 le autorità slovene, al fine di prevenire un aumento del numero dei contagi da COVID-19, stante la situazione italiana, decidono di incrementare i controlli sanitari al confine, lasciando aperti solo i valichi più importanti. Il valico viene perciò chiuso provvisoriamente alla circolazione, fino al 15 giugno successivo.
Dal 29 marzo 2021 il valico viene nuovamente chiuso, per la recrudescenza dell'epidemia in Slovenia, dopo che nei giorni precedenti ne era già stata limitata l'apertura oraria. Il 28 aprile successivo il valico viene riaperto.
Sempre nel 2021 il valico fu oltrepassato dal Giro d'Italia, nel corso della quindicesima tappa, Grado-Gorizia, che prevedeva anche uno sconfinamento in Slovenia.